# Садовский, Александр Яковлевич
Алекса́ндр Я́ковлевич Садо́вский (19 [31] августа 1850, д. Ключищи, Сергачский уезд Нижегородской губернии— 7 декабря 1926, Нижний Новгород) — краевед, председатель Нижегородской губернской учёной архивной комиссии (НГУАК), гласный Нижегородской городской думы.

## Биография
Родился 19 (31) августа 1850 года в д. Ключищи Сергачского уезда Нижегородской губернии в семье губернского секретаря.
Окончив Нижегородскую гимназию (1866) и Нижегородский Александровский дворянский институт, в 1870 году поступил в Петровскую земледельческую и лесную академию, из которой в 1872 году перешёл в Санкт-Петербургский земледельческий институт, окончив его в 1875 году.
Служил в удельном ведомстве; его деятельность была связана с управлением земельной собственностью и недвижимыми имениями императорской семьи в Нижегородской губернии; с 1893 года он занимал должность помощника управляющего Нижегородским удельным округом. В 1908 году вышел в отставку.
Трижды, в 1892, 1895 и 1898 годах, он избирался почётным мировым судьёй Нижнего Новгорода и гласным в Нижегородское губернское земское собрание, а в 1902 и 1914 годах — гласным Нижегородской городской думы.
В 1891 году стал членом Нижегородской губернской учёной архивной комиссии, с 1908 года до прекращения деятельности комиссии в 1918 году, был её председателем. Был также почётным членом Витебской, Саратовской, Таврической, Тульской, Черниговской, Казанской и Псковской учёных архивных комиссий.
При его активном участии в Нижнем Новгороде было открыто отделение Московского археологического института, окончив который в 1918 году с золотой медалью, он получил звание учёного архивиста; в 1919–1922 годах был профессором кафедры архивоведения в нижегородском отделении института.
В 1917–1918 годах входил в состав особой комиссии по разбору и хранению дел бывшего Нижегородского губернского жандармского управления, созданной 9 марта 1917 года «для собирания и хранения материалов, характеризующих старый порядок и имеющих историческую ценность»; с 3 января 1919 года стал уполномоченным по охране архивов в Нижегородской губернии, 5 августа 1919 года возглавил Нижегородское губернское архивное бюро. В 1921–1926 годах был председателем Нижегородской археолого-этнологической комиссии.
Трудовую деятельность окончил в 1922 году. Умер в 1926 году, похоронен на кладбище Вознесенского Печёрского монастыря.

## Сочинения[2]
- Опись дел Балахнинского городового магистрата // Действия НГУАК. т. III-VI. Н. Новгород, 1898-1905.
- Выборки из писцовых и платёжных книг нижегородского уезда о событиях и деятелях эпохи смутного времени // Действия НГУАК. т. IV. Н. Новгород, 1900.
- Книга Нижегородского уезда боярских дворянских и детей боярских и иноземцев // Действия НГУАК. т. V-VII. Н.Новгород. 1903-1908.
- Опись дел Сенатского Архива 1805 г. // Действия НГУАК т. XII. Вып. 1. Н. Новгород. 1912.
- Материалы по истории Нижегородского края. Н. Новгорода книги платёжные всяким денежным пошлинам и оброчным сборам и доимкам. (7137-1629) // Действия НГУАК. т. XIII. Вып. 3. Н. Новгород, 1912.
- Месторождение полезных ископаемых в Нижегородской губернии // Губ. Отдел Ассоциации по изучению производительных сил ЦПО. Вып. 1. Н.Новгород. 1925 (совм. с Н.М. Романовым).
- Геология и недра Нижегородской губернии // Нижегородский край. Ч. 1. Н. Новгород. 1925. (совм. с Н.М. Романовым).